# Ján Bakoš
Ján Bakoš (* 2. März 1890 in Modra; † 24. Januar 1967 in Kolín) war ein slowakischer evangelischer Theologe, Semitist und Hochschullehrer in Bratislava und Begründer der modernen slowakischen Orientalistik.

## Biografie
Ján Fridrich Bakoš wurde am 2. März 1890 als Sohn des Schlossermeisters Rudolf Bakoš und der Mária Kadlečik in der zu dieser Zeit noch zum Königreich Ungarn gehörigen Stadt Modra im Südwesten der heutigen Slowakei geboren. Nach dem Abschluss des evangelischen Gymnasiums in Bratislava studierte er seit 1909 zunächst drei Jahre an der dortigen Evangelisch-Theologischen Akademie, wo er bei Aladár Hornyánszky (1873–1939) Hebräisch und Arabisch lernte. Seinen sprachlichen Interessen folgend setzte er sein Studium ab 1912 in den Fächern Theologie und Semitistik in Göttingen bei Julius Wellhausen, Enno Littmann und Rudolf Smend fort, was neben dem Spracherwerb auch das Kennenlernen einer textkritischen, wissenschaftlichen Arbeitsweise umfasste. Da er im Zuge des Ersten Weltkriegs 1915 Göttingen zunächst verlassen musste, konnte er erst 1920 mit seiner bereits 1913 entstandenen Arbeit „Die Bezeichnung der Vokale durch Konsonantenzeichen in den semitischen Sprachen.“ zum Dr. phil. promoviert werden.
Bereits seit 1919 unterrichtete er neben seinem ehemaligen Lehrer Hornyánszky, der den neutestamentlichen Lehrstuhl innehatte, alttestamentliche Studien an der neu organisierten Slowakischen Evangelisch-Theologischen Fakultät, deren Dekan er 1944–1945 war. Sein auf zahlreichen Studienreisen, u. a. nach Paris, Berlin und Rom, gesammeltes wissenschaftliches Material ermöglichte es ihm, seine semitistischen Studien fortzuführen und so wurde er auf Empfehlung der Prager Orientalisten Rudolf Růžička und Bedřich Hrozný im Jahr 1931 für das Fach Nordsemitische Sprachen und Kulturen an der Comenius-Universität Bratislava habilitiert und begann, zunächst parallel zu seiner bisherigen Tätigkeit, Lehrveranstaltungen auf diesem Gebiet abzuhalten.
Nachdem er 1944 den Titel eines Professors der Semitistik erhalten hatte, wurde Bakoš schließlich 1946 zum ordentlichen Professor an der philosophischen Fakultät der Comenius-Universität ernannt, an der er bis zu seiner Emeritierung im Jahr 1959 wirkte. 1960 war er Gründungsdirektor des Kabinetts für Orientalistik der Slowakischen Akademie der Wissenschaften.
Ján Bakoš starb am 24. Januar 1967 auf dem Rückweg von Prag nach Bratislava in der etwa 60 km östlich von Prag am tschechischen Oberlauf der Elbe gelegenen Stadt Kolín.

## Auszeichnungen und Ehrungen
- Mitglied des Orientalischen Instituts in Prag (1927)
- Korrespondierendes Mitglied der Königlichen Böhmischen Akademie der Wissenschaften in Prag
- Außerordentliches Mitglied der Böhmischen Akademie der Wissenschaften und Künste in Prag
- Mitglied der gelehrten Šafařík-Gesellschaft in Bratislava
- Slowakischer Nationalpreis für Künste und Wissenschaften (1948)
- Ordentliches Mitglied der Slowakischen Akademie der Wissenschaften (1953)
- Silberne Medaille des Verdienstordens der Tschechoslowakischen Akademie der Wissenschaften (1962)
- Goldmedaille der Comenius-Universität Bratislava (1962)
- Orden der Arbeit
- Mitglied der Tschechoslowakischen Akademie der Wissenschaften (1965)

## Werke
Ein Schwerpunkt der wissenschaftlichen Arbeit von Ján Bakoš lag in der Untersuchung der altsyrischen Kultur und ihrer vermittelnden Stellung zwischen der hellenistisch-byzantinischen und der arabischen Geisteswelt. Er übersetzte und kommentierte zunächst die wissenschaftlichen Werke der alten syrischen Autoren Barhebraeus und Mōšē bar Kēphā, und später die des arabischen Philosophen Ibn Sīnā (Avicenna). Zu seinen wichtigsten Arbeiten zählen:
- Le candélabre des sanctuaires de Grégoire Aboulfaradj dit Barhebraeus. Teil I.-II. Paris 1930, 1933.
- Die Zoologie aus dem Hexaemeron des Mōšē bar Kēp(h)ā. In: Archiv Orientální 2, 1930, S. 327–361, 460–491.
- Psychologie de Grégoire Aboulfaradj dit Barhebraeus d'après la 8e „base“ de l'ouvrage „Le Candélabre des sanctuaires“. Brill, Leiden 1948.
- La Psychologie d’Ibn Sīnā (Avicenne) d’après son œuvre aš-Šifā’. ČSAV, Prag 1956.